# Хана Хенкин Харди
Хана Џеси Хенкин Харди (енгл. Hannah Jessie Hankin-Hardy; Ворчестер, 1886 — Раундс, 28. јун 1944) била је болничарка из Енглеске, која је са првом Болницом шкотских жена стигла у Србију, 4. јануара 1915. године за време Првог светског рата. Била је оснивач и председница „Националне Лиге српских жена” у Крагујевцу.

## Биографија
Хана Хенкин Харди, девојачко Хана Гордон, рођена је 1886. године, у Ворчестеру у Енглеској. Завршила је трогодишњу медицинску школу у Мелбурну, у Аустралији. Удала се за Самуела Хенкин Хардија (енгл. Samuel Hankin-Hardy (1871-1948), 1901. године, родила двоје деце и наставила своју мисију заједно са супругом, који је на почетку Првог светског рата, служио је као свештено лице (капелан) у британском војном санитету.
Касније, као мисионар обављала је послове добровољне болничарке. Јануара 1901. године госпођа Хана Харди је отворила прву Енглеску болницу у португалској колонији – Мозамбику, у месту Бајиру, где је провела седам месеци. У време када су санитети регрутовали искључиво мушкарце за болничаре, Хана је пратила судбину Флоренс Најтингејл. У току Бурског рата, госпођа Харди је у превијалишту на првој борбеној линији, а опкољена непријатељем, сама је организовала пољску болницу од педесет кревета. Изнурена тешким радом, вратила се, болесна, у Енглеску. У време рата Шпаније са Кубом, Хана је притекла у помоћ кубанском народу, радећи пет месеци у болници, коју је сама основала.
У мирнодопском времену, госпођа Харди постаје чланица друштава трезвене младежи. Како је убрзо запажена по својим организационим способностима, одабрана је за делегата на интернационалном конгресу антиалкохоличара 1909. године у Лондону, а 1911. године у Хавру, у Холандији. Круна њеног ангажовања је одлазак за Америку и Канаду, 1915. године, када је одржала бројна предавања на скуповима у кампањи антиалкохолизма. Почетком Великог рата враћа се својој болничкој служби и одлази у Француску, где проводи шест недеља. На вест о победама, али и страдањима српског народа, враћа се у Енглеску и покреће енглеску јавност да организује медицинску и санитетску помоћ за Србију.

### Долазак у Србију
У Србију је стигла 4. јануара 1915. (18. децембра 1914), заједно са својим супругом, у првој групи припадница Болнице шкотских жена. Изабрала је као најнеуређенију и најсиромашнију Другу резервну болницу у жандармеријској касарни у Крагујевцу, у којој је било до 450 рањеника и болесника. Снабдевала је завојним материјалом и осталим потребама рањенике, док су у болници и при изласку из исте, као што је снабдевала тим материјалом и друге болнице у месту.
На њену иницијативу, грађанке Kрагујевца основале су 15. фебруара 1915. године „Националну лигу српских жена”. Лига жена, као део организованог сузбијања епидемије, на челу са Ханом Хенкин је формирала болницу у Крагујевцу (с мушким, женским и дечјим одељењем), организовала неколико бесплатних кухиња за сиромашне, чајџинице на железничким станицама у Крагујевцу и Лапову.  У периоду од 1. априла до 12. маја 1915, у диспанзеру је примљено и бесплатно прегледано 787 болесних лица, од којих је 26 оболелих упућено у болницу, а 18 деце је вакцинисано.
Kада је Kрагујевац окупиран, она се придружила српској војсци и избеглицама у збегу према Албанији. Kада се вратила у Енглеску наставила је да помаже српском народу, сакупљајући и дистрибуирајући болничку робу и храну у Србију. Србија је у знак захвалности за хуманост, доброчинство и посвећеност српском народу у судбоносном периоду Првог светског рата, наградила Хану Хенкин Харди и њеног супруга Орденом Светог Саве.
Брачни пар Харди опремио је болницу у Тополи, коју је подигао Краљ Петар I Карађорђевић. Порушена ратним разарањима, болница је
обнављена по други пут 1920, залагањем Хане и Самуела Хардија. Материјална помоћ стигла је од Сер Томаса Липтона власника плантажа чаја и великог филантропа, Кнегиње Јелене Петровне, кћери краља Петра I, удате за руског великог кнеза Ивана Константиновича Романова, српског Црвеног крста, Српског потпорног фонда и других појединачних филантропа. На болници „Свети Ђорђе” у Тополи (данас Дом здравља „Свети Ђорђе”), постављена је спомен-плоча са урезаним њиховим именима, у жељи да буде трајан сведок времена, британско-српског пријатељства и људске племенитости и пожртвованости.